# Daniel-André Vitek
Daniel-André Vitek (Örebro, Örebro län, Zweden, 19 juli 1968) is een hedendaags Oostenrijks componist, dirigent, muziekpedagoog en violist.

## Levensloop
Vitek groeide op in Oostenrijk en studeerde aan het conservatorium van Dornbirn in Vorarlberg onder andere compositie bij Gerold Amann. Zijn studies voltooide hij bij Kurt Schwertsik aan het conservatorium in Wenen. Sindsdien is hij freelance componist en dirigent.
Tegenwoordig is hij koorleider van de Gesangverein "Männerchor" Hohenems, Gemischter Chor Dornbirn en de Liederhort Hatlerdorf.

## Composities

### Werken voor harmonieorkest
- 1990 Festliche Ouverture in C
- 1997 Grande Fanfare Heroique
- 1997 Ostarrichi-Marsch
- 1997 1000 Jahre Österreich-Jubiläumsmarsch
- Montfort-March

### Werken voor koor
- Rorando coeli, voor gemengd koor

### Kamermuziek
- Harmonie von A bis g, voor sopraan, bariton en piano